# Jules Beau

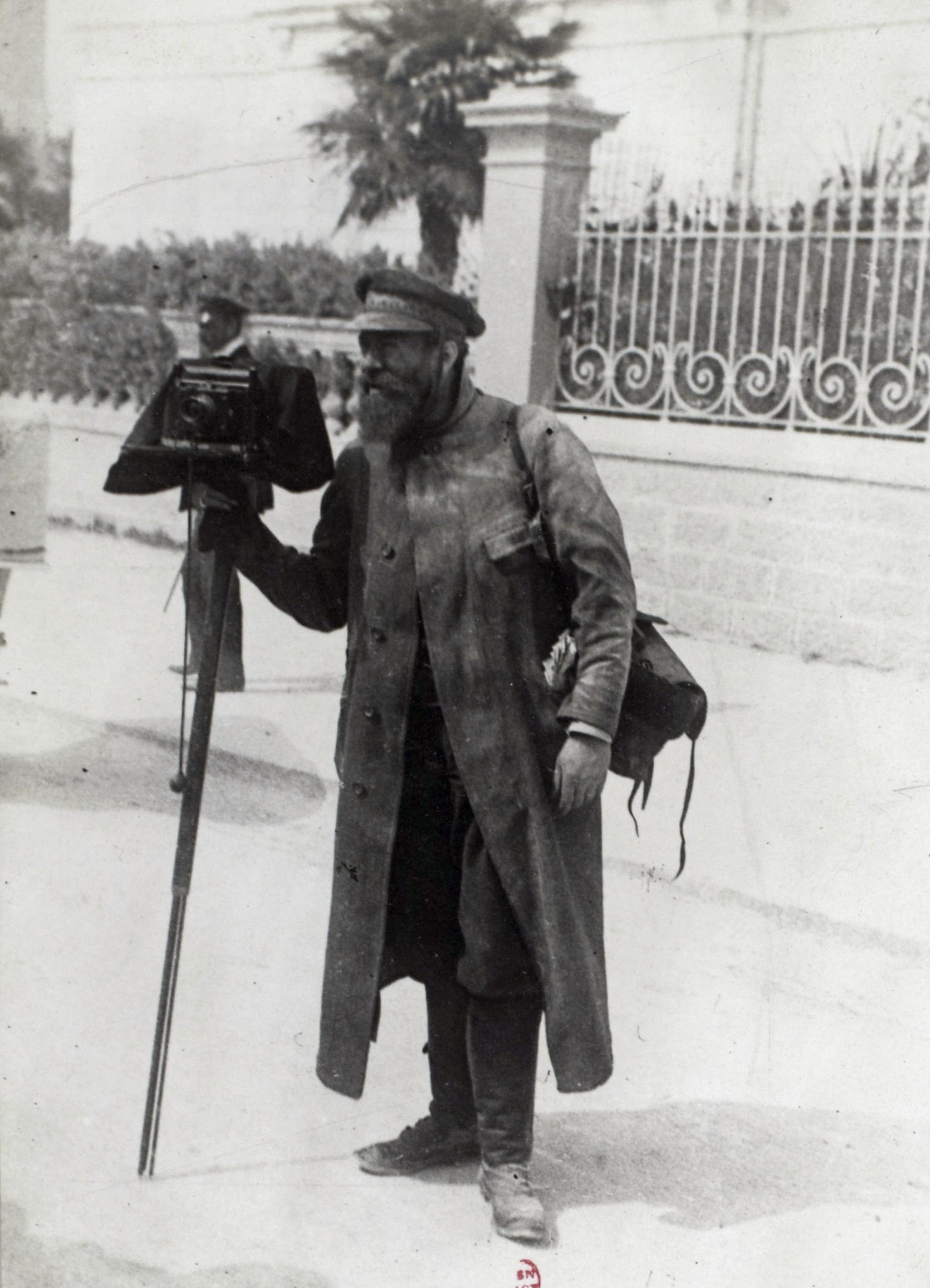
Jules Beau (1902)

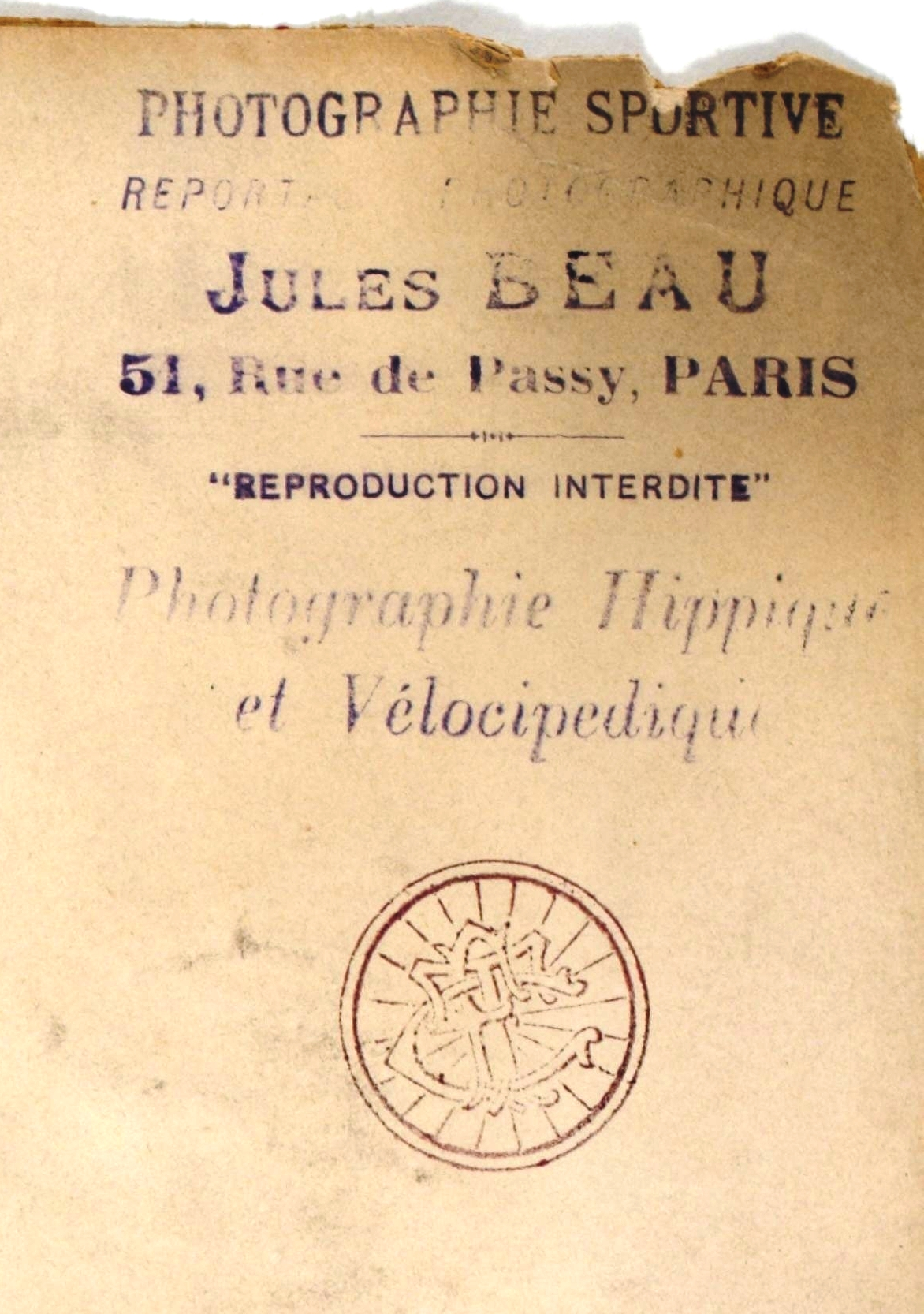
Firmenstempel von Beau

Jules Beau (* 20. April 1864 in Paris; † 5. April 1932 ebenda) war ein französischer Sportfotograf. Er gilt als einer der ersten Sportberichterstatter der Geschichte.

## Biographie
Jules Beau war der Sohn eines Konditors; er war verheiratet mit Louise „Lucie“ Adélaïde Nuret (1865–1923), der Tochter eines Hoteldirektors. Sein erstes Fotostudio eröffnete er in der Pariser Avenue des Ternes Nr. 19, gemeinsam mit einem Kollegen namens M.-H. Fontès, der bereits ein Atelier in der Avenue de Clichy hatte. 1890 eröffneten die beiden Fotografen ein weiteres Studio in der Rue de Passy Nr. 51, das Beau 1892 erwarb und Photographie de Passy nannte.
Zwischen 1894 und 1913 schuf Beau ein vielfältiges fotografisches Werk von erstaunlicher Modernität. Er spezialisierte sich auf das Gebiet des Sports und realisierte zahlreiche Porträts von Sportlern aller Disziplinen mit dem Schwerpunkt Radsport. Ab 1895 arbeitete er mit der Zeitschrift La Bicyclette zusammen, und ab 1898 bebilderte er die Berichte in der Sportzeitschrift La Vie au grand air. 1898 wurde er Mitglied der  Société générale d'aérostation. Aber er fotografierte auch Privatpersonen in seinem Atelier; so warb er ab 1900 dafür, Spezialist für die Fotografien von kleinen Kindern zu sein.
1913 beendete Beau seine Tätigkeit als Fotograf; die Gründe dafür sind unbekannt. Anschließend war er der Archivar des Touring Club de France, dessen Mitglied er seit 1895 war. 1926 überließ er seine Fotos dem Club, wofür er mit einer Silbermedaille des Vereins geehrt wurde.

## Werk
Jules Beau hinterließ Alben mit Fotografien, die die Jahre 1894 bis 1913 abdecken und zunächst im Archiv des Touring Clubs aufbewahrt wurden. Inzwischen befinden sich 36 seiner Alben in der Obhut der Bibliothèque nationale de France, die einen Teil der Fotos online gestellt und der Öffentlichkeit zur Verfügung gestellt hat.
In seinem Buch Visions du sport aus dem Jahre 1989 bezeichnet der Historiker und Fotograf Jean-Claude Gautrand Jules Beau als den „vermutlich ersten Sportberichterstatter der Geschichte“.